# Ammophila rubripes
Ammophila rubripes es una especie de avispa del género Ammophila, familia Sphecidae.

## Taxonomía
Fue descrito por primera vez en 1839 por Spinola.